# Minganie
La Minganie est une municipalité régionale de comté (MRC) du Québec, au Canada, située dans la région de la Côte-Nord. L'Île d'Anticosti est incluse dans son territoire.
Plus de la moitié de sa population est localisée à Havre-Saint-Pierre.
En juillet 2010, la MRC perd 44 % de son territoire lorsque le territoire non organisé du Petit-Mécatina est inclus dans la nouvelle municipalité régionale du Golfe-du-Saint-Laurent.

## Géographie

### Entités territoriales
La MRC est constituée de huit municipalités locales. Son territoire inclus aussi deux réserves indiennes, qui n'en font pas juridiquement partie.
| Nom                     | Statut           | Population 2021 | Superficie (km2) | Densité (h/km2) | Ref. |
| ----------------------- | ---------------- | --------------- | ---------------- | --------------- | ---- |
| Aguanish                | Municipalité     | 224             | 672,1            | 0,33            |      |
| Baie-Johan-Beetz        | Municipalité     | 84              | 525,4            | 0,16            |      |
| Havre-Saint-Pierre      | Municipalité     | 3 337           | 3 896,3          | 0,86            |      |
| L'Île-d'Anticosti       | Municipalité     | 177             | 9 291,18         | 0,02            |      |
| Longue-Pointe-de-Mingan | Municipalité     | 408             | 641              | 0,64            |      |
| Mingan                  | Réserve indienne | 552             | 19,15            | 28,83           |      |
| Natashquan              | Municipalité     | 262             | 695,43           | 0,38            |      |
| Nutashkuan              | Réserve indienne | 915             | 1,15             | 795,65          |      |
| Rivière-Saint-Jean      | Municipalité     | 227             | 734,3            | 0,31            |      |
| Rivière-au-Tonnerre     | Municipalité     | 281             | 632,5            | 0,44            |      |
| Total                   | Total            | 6 467           | 92 546,05        | 0,07            |      |

## Démographie
| 1986  | 1991  | 1996  | 2001  | 2006  | 2011  | 2016  | 2021  |
| ----- | ----- | ----- | ----- | ----- | ----- | ----- | ----- |
| 7 116 | 7 013 | 6 936 | 6 714 | 6 390 | 6 582 | 6 504 | 6 467 |

## Administration
| Période | Période  | Identité           | Étiquette                                  | Qualité |
| ------- | -------- | ------------------ | ------------------------------------------ | ------- |
| 1982    | 1983     | Réjean Cyr         | maire de Havre-Saint-Pierre (Québec)       |         |
| 1983    | 1984     | Denis-R Boudreau   | maire de Havre-Saint-Pierre (Québec)       |         |
| 1984    | 1990     | Robert Michau      | maire de Havre-Saint-Pierre (Québec)       |         |
| 1990    | 1993     | Julien-L Boudreau  | maire de Havre-Saint-Pierre (Québec)       |         |
| 1993    | 1996     | Robert Michau      | maire de Havre-Saint-Pierre (Québec)       |         |
| 1996    | 2005     | Julien-L Boudreau  | maire de Havre-Saint-Pierre (Québec)       |         |
| 2005    | 2009     | Pierre Cormier     | maire de Havre-Saint-Pierre (Québec)       |         |
| 2009    | 2013     | Berchmans Boudreau | maire de Havre-Saint-Pierre (Québec)       |         |
| 2013    | 2023     | Luc Noel           | Préfet élu, de Havre-Saint-Pierre (Québec) |         |
| 2023    | En cours | Meggie Richard     | Préfet élu, de Havre-Saint-Pierre (Québec) |         |

Liste des directeurs généraux
- 1982 : Roger Vigneault
- 1982-1989 : Gilbert Caron
- 1989-1992 : Sylvain Boulianne
- 1992-1996 : Martin Larue
- 1996-présent : Nathalie de Grandpré